# ريكاردو ألونسو
ريكاردو ألونسو (بالإسبانية: Ricardo Alonso)‏ (21 مارس 1957 بتانديل في الأرجنتين - ) هو لاعب كرة قدم أرجنتيني في مركز الدفاع. لعب مع سان خوسيه إيرثكويكس وكيلمس وسان خوزيه إيرث كويكس وجاكسونفيل تي من ‏ ومنيسوتا كيكس ‏ وMinnesota Strikers ‏ وأتليتكو بلاتينسي ‏ وMemphis Rogues ‏ وFort Lauderdale Strikers (1988–1994) ‏ وFort Wayne Flames ‏ وميامي فريدوم ‏ وJacksonville Generals ‏ وفورت لودردايل سترايكرز وشيكاغو ستينغ وMemphis Storm ‏.

## وصلات خارجية
- ريكاردو ألونسو على موقع قاعدة بيانات كرة القدم.إي يو (الإنجليزية)